# 冯英奎
冯英奎（1923年—），男，山东泰安人，中华人民共和国政治人物，曾任吉林省人民政府副省长，长春市人民政府市长，第六届全国人大代表。